# Rod Melvin
Pour les articles homonymes, voir Melvin.
Rod Melvin, né en 1951 à Whitehaven, est un pianiste, compositeur et chanteur britannique. 

## Biographie
Malvin étudie les Beaux-Arts à la Chelsea School of Art et à l'Université de Reading où il est le cofondateur de The Moodies, un groupe de performance-art/cabaret.
Après avoir tourné avec The Moodies et joué dans deux films en Allemagne, Melvin rejoint Kilburn and the High Roads (en), le groupe de Ian Dury. Le groupe enregistre deux singles et un album, Handsome, qui comprend deux compositions de Melvin en collaboration avec Dury. Après la disparition du groupe, Dury et Melvin continuent à écrire et ce travail produit England's Glory enregistré par Max Wall et What a Waste (en), enregistré plus tard par Ian et The Blockheads (en) qui est devenu le premier succès de Dury dans le Top Ten.
En plus de jouer sur les albums de Brian Eno Another Green World, Music For Films (en) et Nerve Net (en), Melvin travaille avec les interprètes Lindsay Kemp, Evelyn Kunneke et Immodesty Blaize et poursuit son travail de pianiste et de chanteur live dans de nombreuses salles différentes.
Il travaille aussi pour le Théâtre National et collabore avec le réalisateur Peter Richardson sur plusieurs films, dont Stella Street (en) (2004), Churchill : The Hollywood Years (en) (2004) et des publicités télévisées ; une partie de sa musique a également été utilisée dans Sex & Drugs & Rock & Roll (en) (2010).
Melvin a participé à une série de performances en février 2013 à l'Institute of Contemporary Arts de Londres pour Will Gompertz (en), alors rédacteur artistique de la BBC.
En 2013, il est invité à jouer sur l'album hommage à Mick Ronson, Sweet Dreamer, produit par Maggi Ronson.

## Discographie

### Musiques de films

#### Compositeur
- Beyond Biba: A Portrait of Barbara Hulanicki, documentaire (2009)
- The Comic Strip Presents..., série télévisée
  - Sex Actually (2005)
  - War (1983)
- Churchill: The Hollywood Years (2004)
- Stella Street (2004)
- Coilin and Platonida (1976)

#### Bandes sonores
- Top of the Pops: The Story of 1978, documentaire télévisé, écrit le titre What a Waste (2013)
- Sex & Drugs & Rock & Roll (What a Waste) (2010)
- Churchill: The Hollywood Years (For All We Know) (2004)
- Top of the Pops (série télévisée), épisode du 25 mai 1978 (What a Waste) (1978)

### Albums
Avec Brian Eno
- 1975 : Another Green World